# Sarcofago di Portonaccio

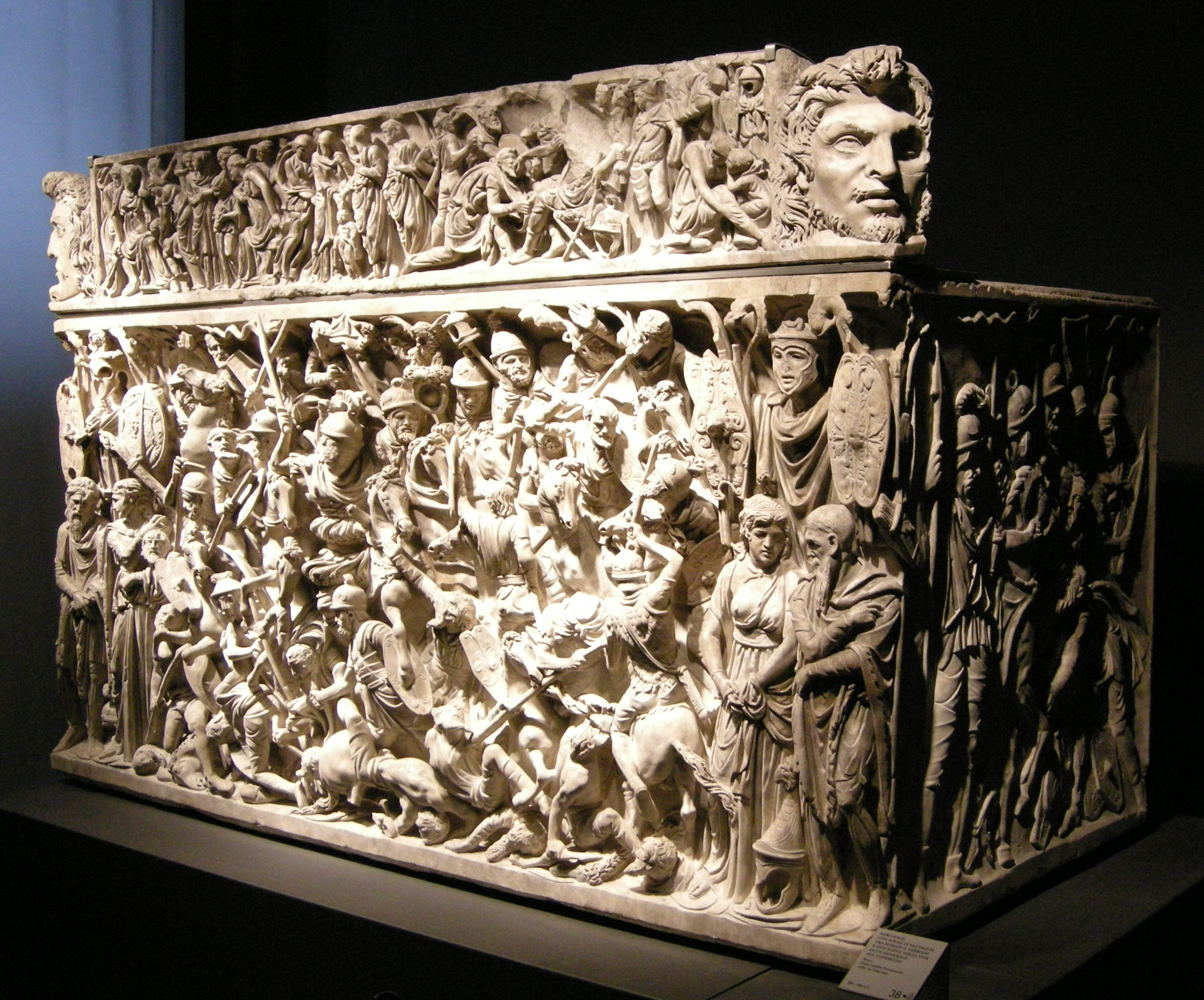
Il sarcofago di Portonaccio visto sul lato destro e frontale

Il cosiddetto sarcofago di Portonaccio è un sarcofago romano rinvenuto nel 1931 in via delle Cave di Pietralata, nei pressi di Portonaccio, un quartiere di Roma, ed oggi conservato al Museo Nazionale Romano (palazzo Massimo alle Terme). È alto 1,53 metri ed è databile attorno al 180 circa.
Il sarcofago doveva essere la tomba di un generale romano impegnato nelle campagne germano-sarmatiche di Marco Aurelio degli anni 172-175 d.C. ed è forse il più bell'esempio di scultura privata del II secolo, con influenze legate alle tendenze della Colonna aureliana.

## Descrizione
La cassa è molto alta, con tutta la parte frontale coperta da altorilievi di combattimento tra Romani e barbari. La complessa battaglia è articolata in quattro piani diversi: due superiori, con cavalieri romani alla carica, uno con fanti romani e un ultimo, più in basso, con i barbari che vengono travolti. Al centro, evidenziato da linee di forza che convergono sulla sua figura, si trova il generale a cavallo in posizione di assalto, che non ha le sembianze scolpite.
A destra e a sinistra la scena è delimitata da due trofei di armi, composti da armature; il trofeo di sinistra  ha un semplice elmo, mentre l'altro ha un elmo con maschera facciale; ai lati dei trofei vi sono con due coppie di capi barbari prigionieri (uomo e donna). Il barbaro di destra è certamente un suebo (marcomanno, quado o forse anche dei Buri), per la tipologia della pettinatura (nodo suebo); il barbaro sulla sinistra è un altro germano o un sarmato-iazigio.
Il coperchio, con due grandi acroteri raffiguranti mascheroni di barbari, è decorato da un fregio a rilievo più basso, con la Storia della vita di un personaggio (la presentazione alla madre ancora neonato; la sua educazione; il matrimonio e la clementia riservata ai barbari in un atto di deditio) la cui testa, come sulla cassa, non è lavorata (forse Aulus Iulius Pompilius Titus Vivius Laevillus Piso Berenicianus):
(Fonte: CIL VIII, 2582.)
Il volto del defunto non è lavorato, forse perché le officine, dopo aver prodotto la scultura base, attendevano l'acquirente per poterlo ritrarre. Nel caso di Pompilio Bereniciano potrebbe essere mancato il tempo per ritrarlo oppure il suo volto non era noto allo scultore. Qualche studioso moderno ritiene che l'illustrazione delle vicende biografiche del protagonista fossero state riassunte in scene valide per chiunque.

## Stile
Fin dell'epoca Flavia e poi per tutto il II secolo d.C. fino alla dinastia degli Antonini, uno dei temi principali dell'arte romana sono le vittorie ottenute dai suoi generali sulle genti barbare, lungo i confini imperiali (limes). Si sviluppano così in questo periodo una serie di rilievi storici che celebrano le campagne militari degli imperatori sia in ambito pubblico, dagli archi di trionfo, alle colonne (come la Colonna Traiana e quella di Marco Aurelio) e templi, a privato (come i rilievi funerari o i sarcofagi).
In questo sarcofago, rispetto a esempi analoghi del venticinquennio precedente (come il cosiddetto sarcofago Amendola) si nota il superamento dei modi ellenistici, con una composizione molto più frenetica e articolata, su vari registi, a differenza delle monomachie. Straordinario è il senso di movimento dell'insieme, accentuato dal chiaroscuro provocato dagli stacchi profondi, scavati dal trapano tipico anche della Colonna di Marco Aurelio. Molte parti di figure emergono a tutto tondo, mentre lo sfondo è ovunque occupato, mai neutro. I volti sono espressionistici, i corpi dei vinti drammaticamente aggrovigliati, le lance e le insegne fluttuano nello spazio realisticamente, mai appiattite su un unico piano.
Il coperchio ha caratteristiche analoghe ma una perizia tecnica e inventiva senz'altro inferiore, anche se vi si possono leggere alcune caratteristiche "plebee e provinciali" quali la narrazione ininterrotta e l'innaturale trama sinuosa dei panneggi, che aumentano l'espressività a danno del naturalismo.
Come nella Colonna di Marco Aurelio, forse dello stesso artista, non vi è pietà per i vinti e per il loro valore, anzi sono raffigurati come sguaiati, disprezzabili, schiacciati dall'inesorabile superiorità romana.
Con l'arrivo del III secolo la classe senatoria romana perse ogni potere militare, per cui scomparvero le scene di battaglia dai sarcofagi, sostituite da raffigurazioni di filosofi e muse o altri soggetti.

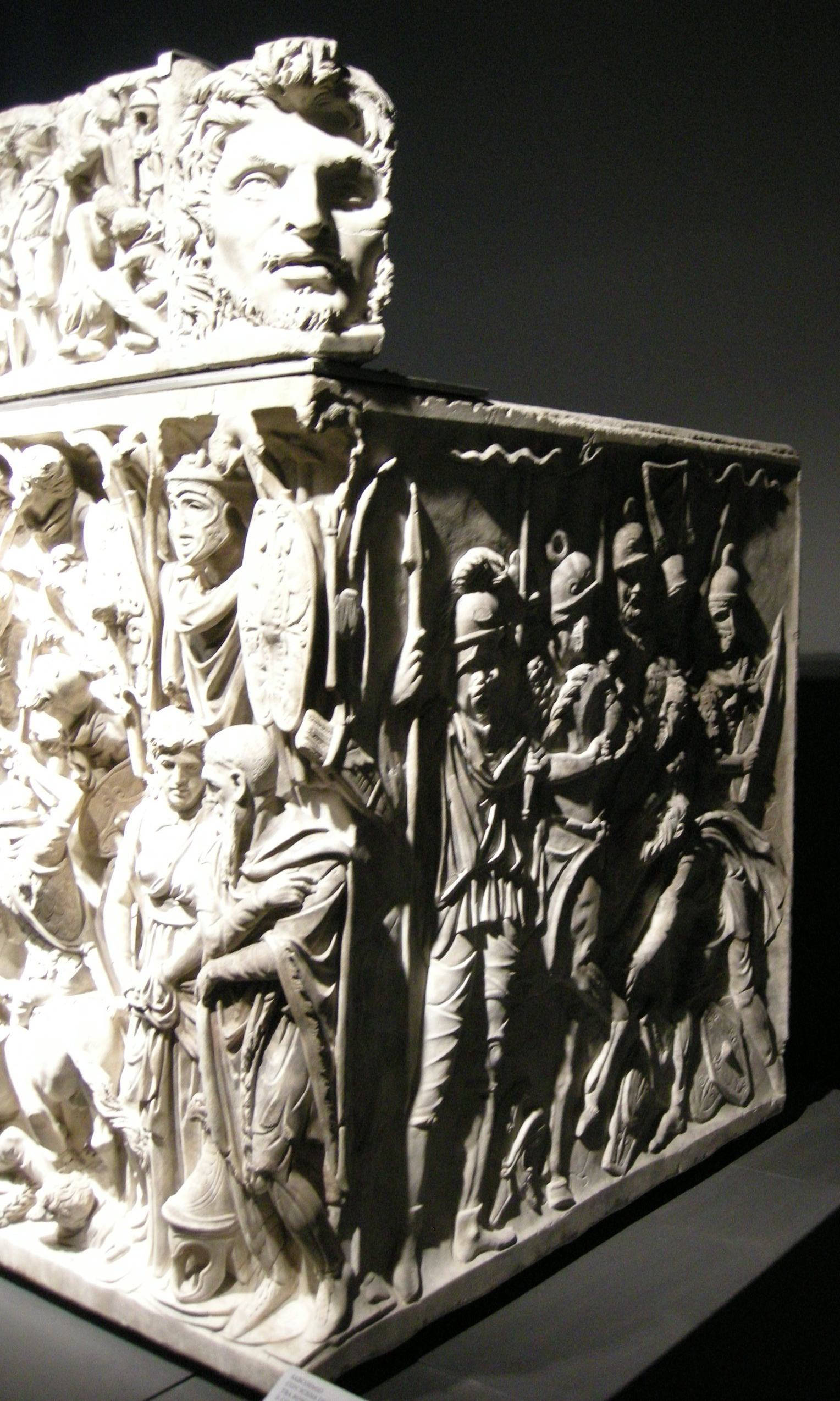
Lato sinistro.
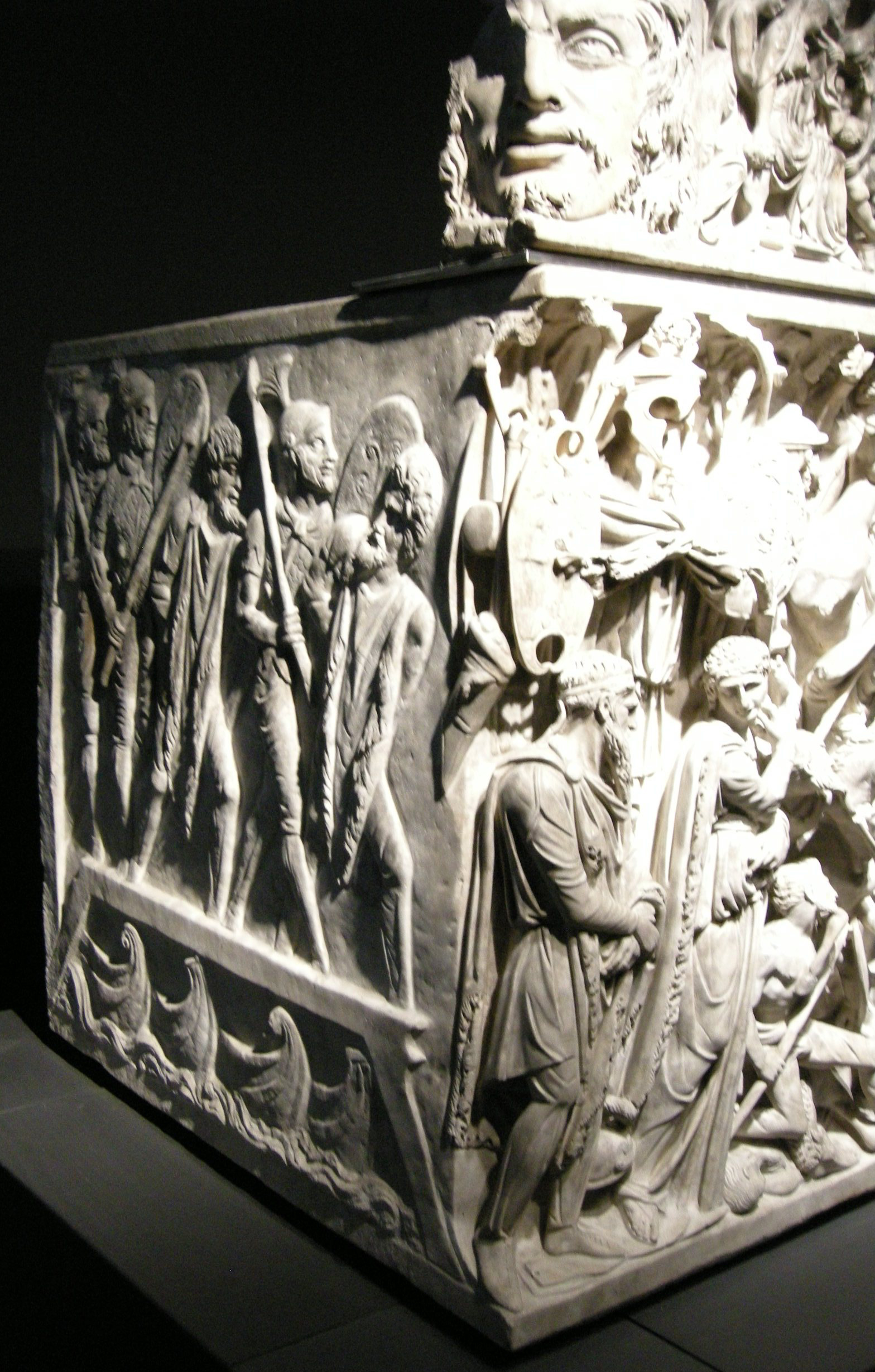
Lato destro.
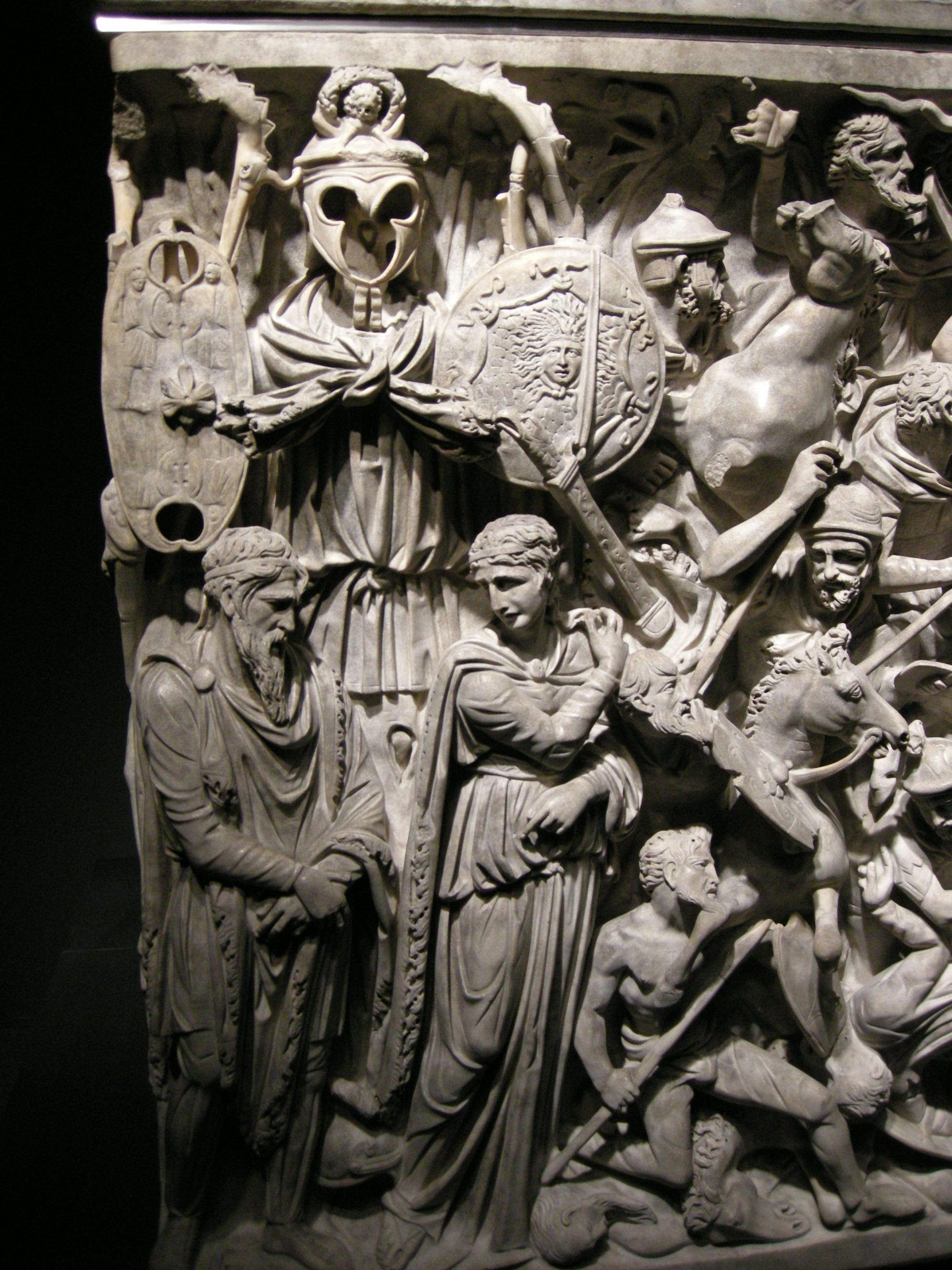
Dettaglio della parte frontale-sinistra: trofei, capo barbaro e presunta consorte.
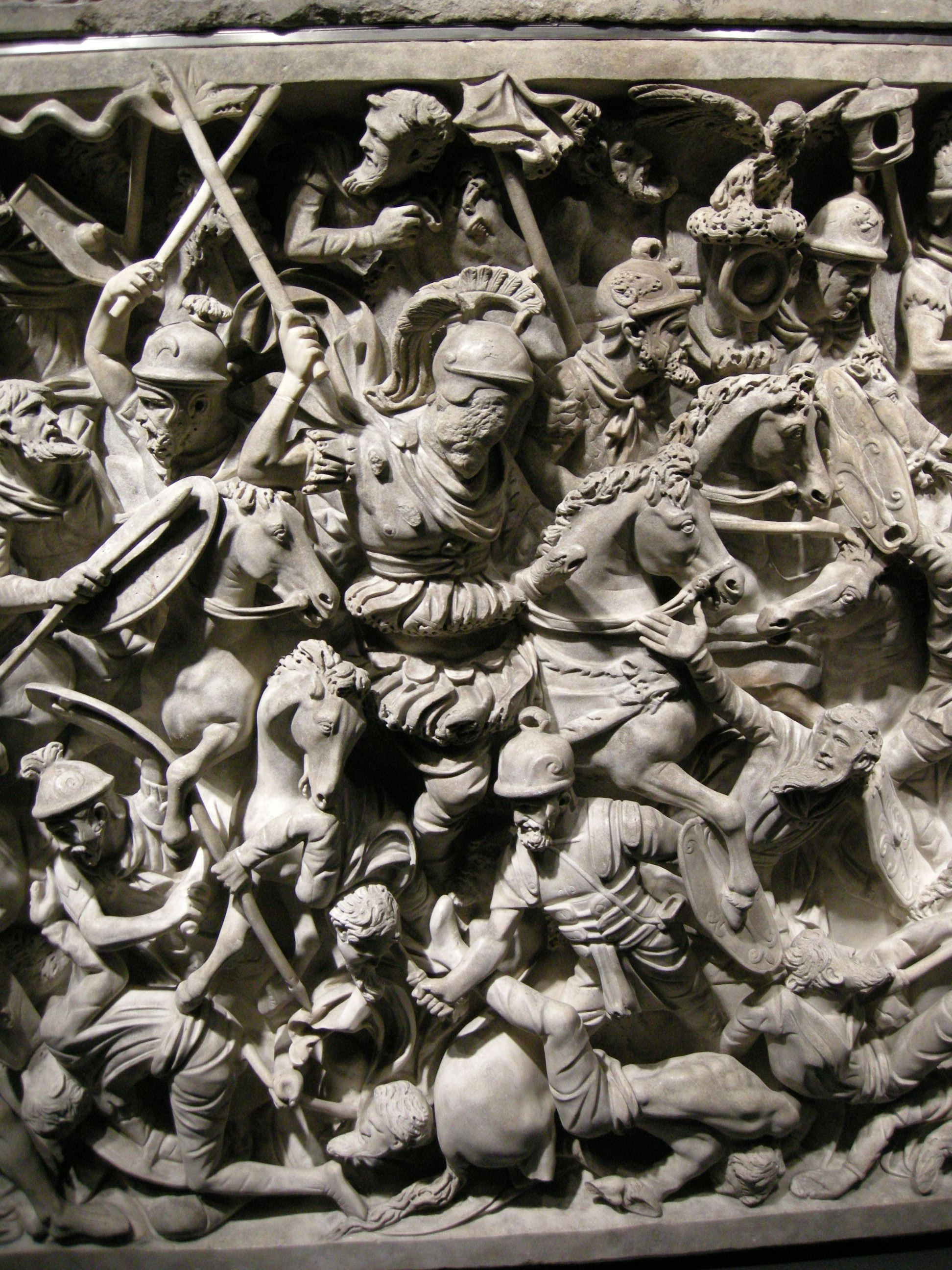
Dettaglio della parte centrale, dove si vede il defunto combattere contro i barbari.
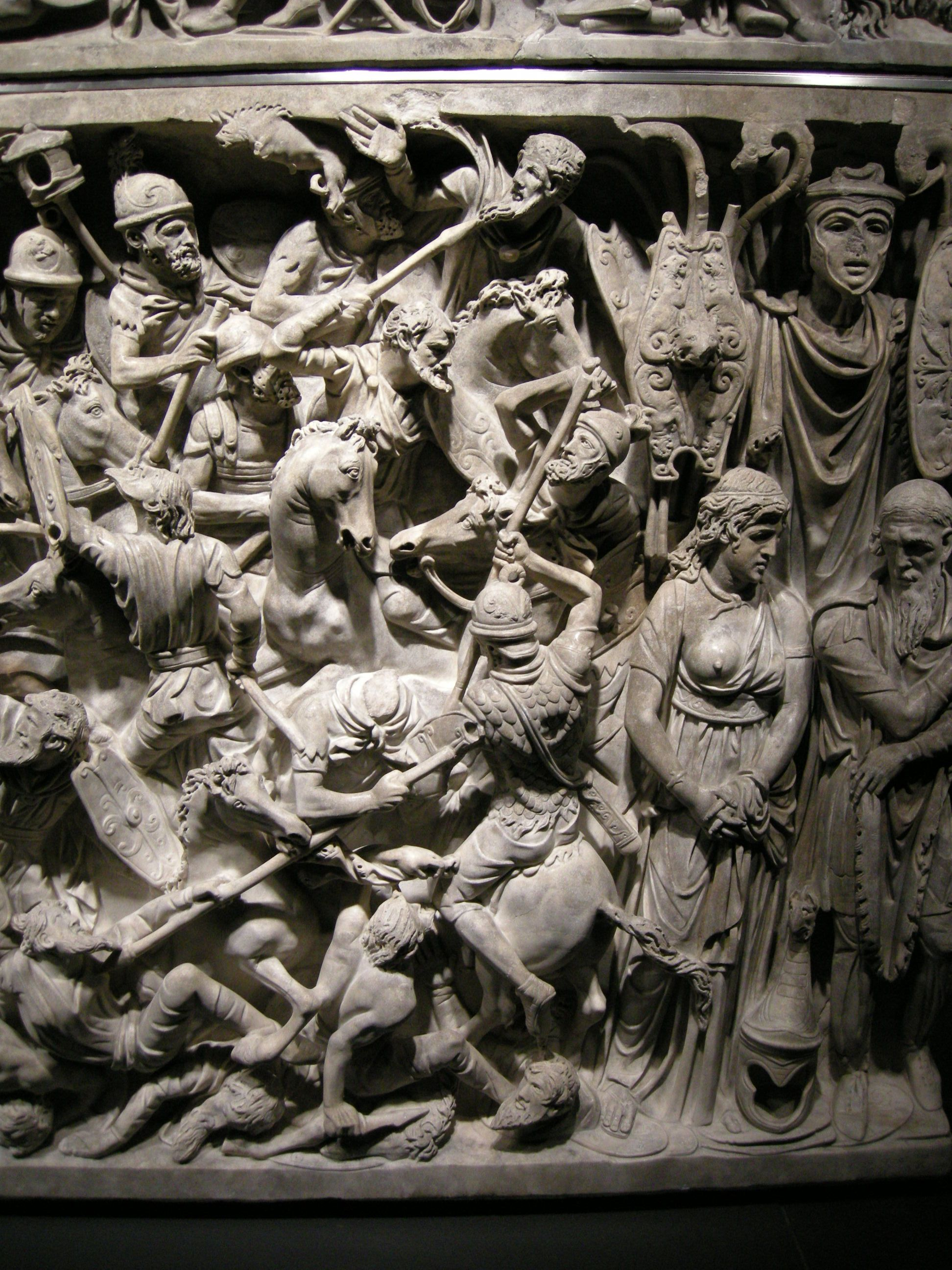
Dettaglio della parte frontale-destra: trofei, capo barbaro con nodo suebo (popolo dei Quadi o Marcomanni o Buri) e presunta consorte.
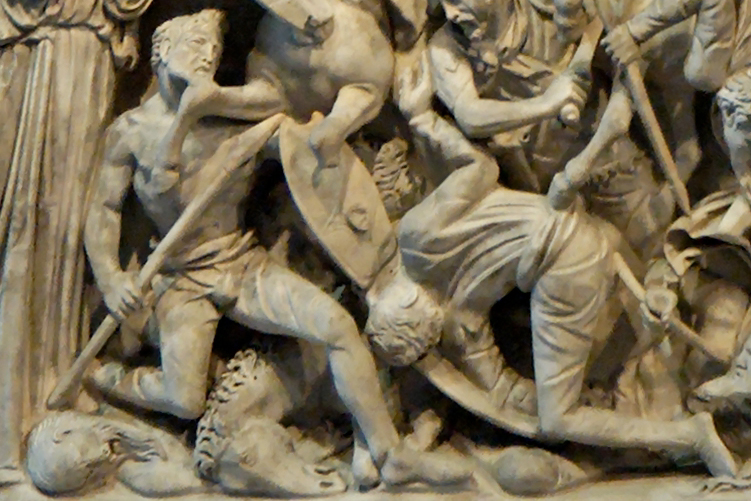
Dettaglio dei barbari sconfitti.
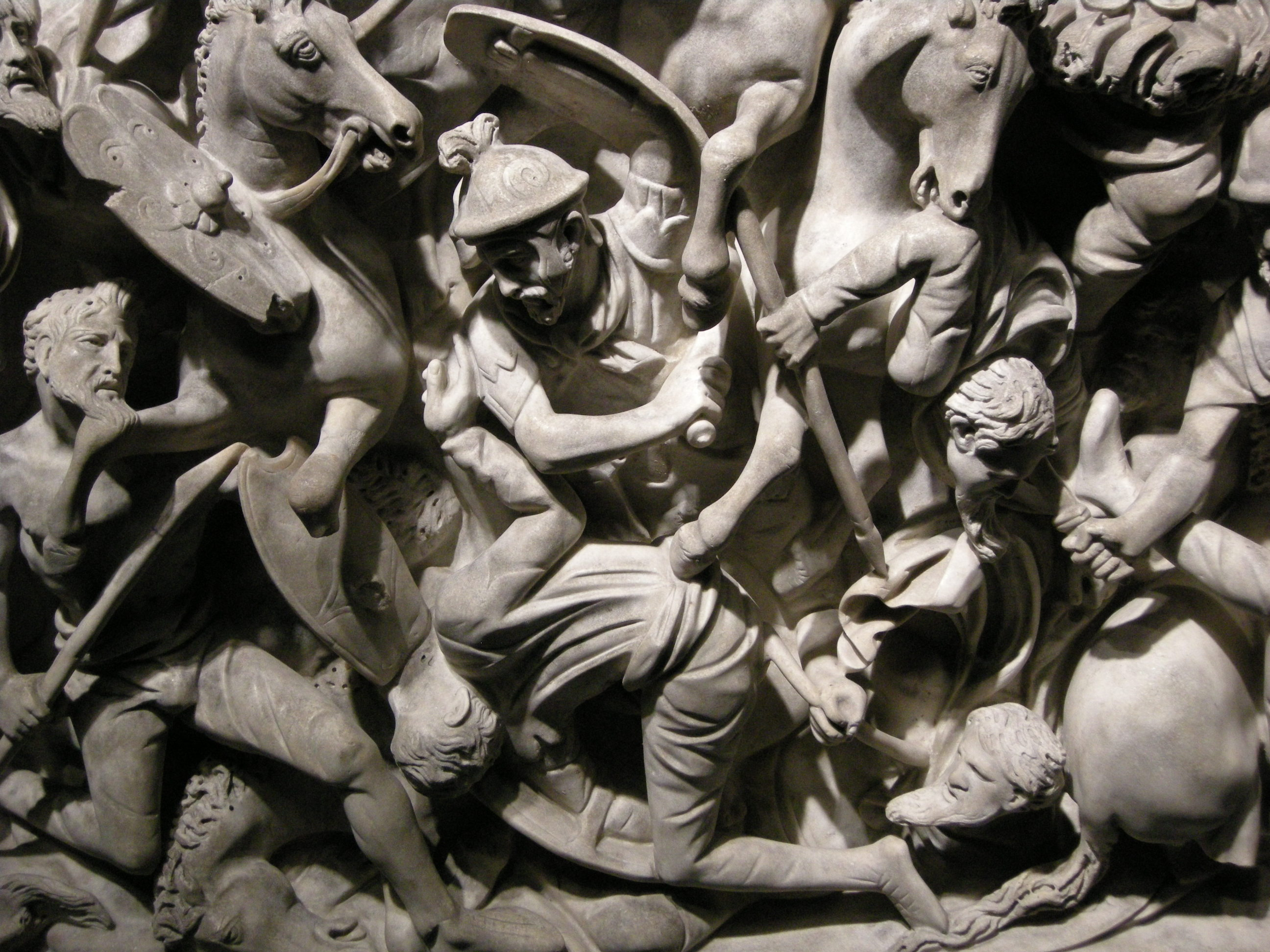
Dettaglio del combattimento, in un groviglio di corpi.
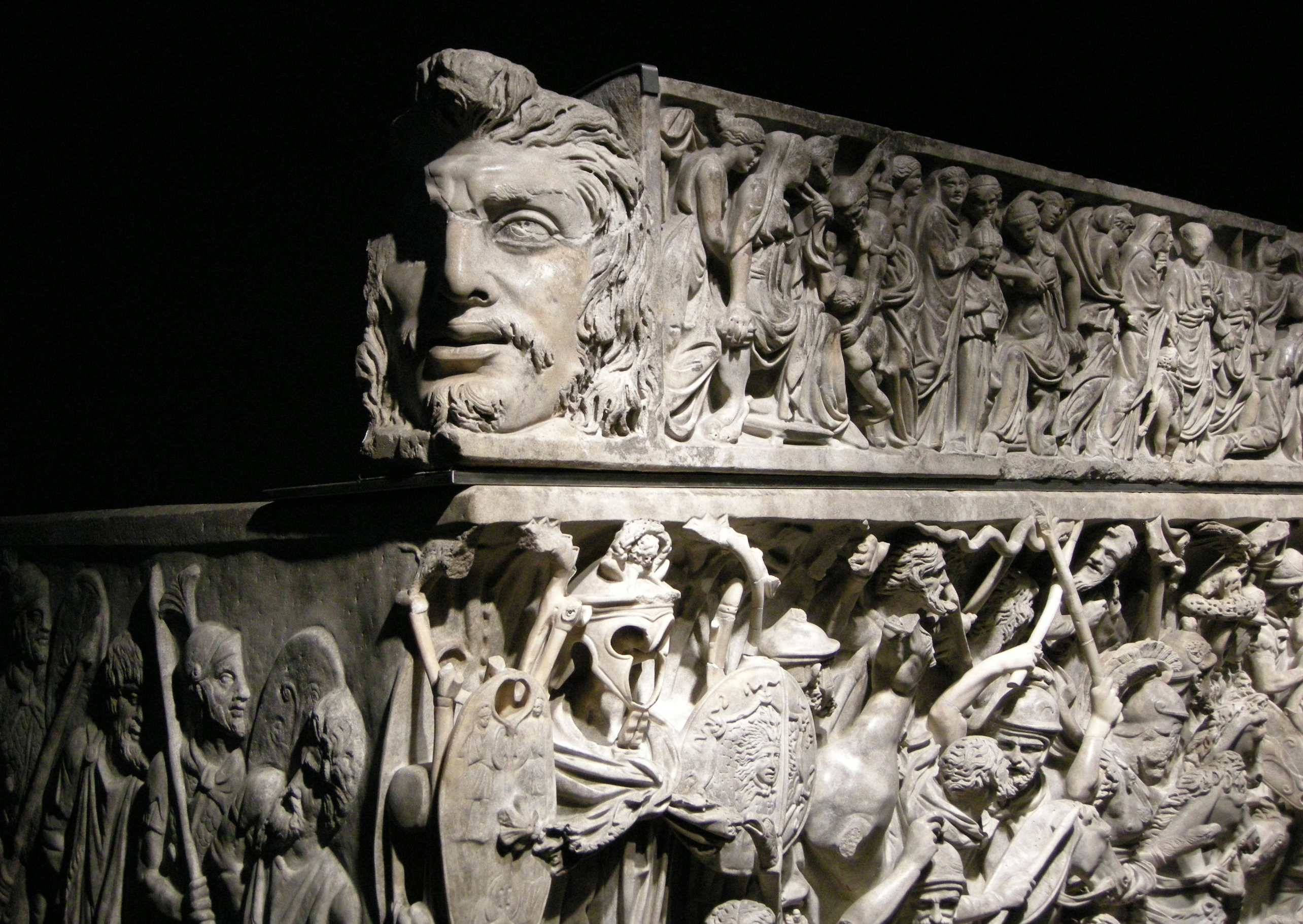
Dettaglio della parte superiore tra il lato sinistro e quello frontale.
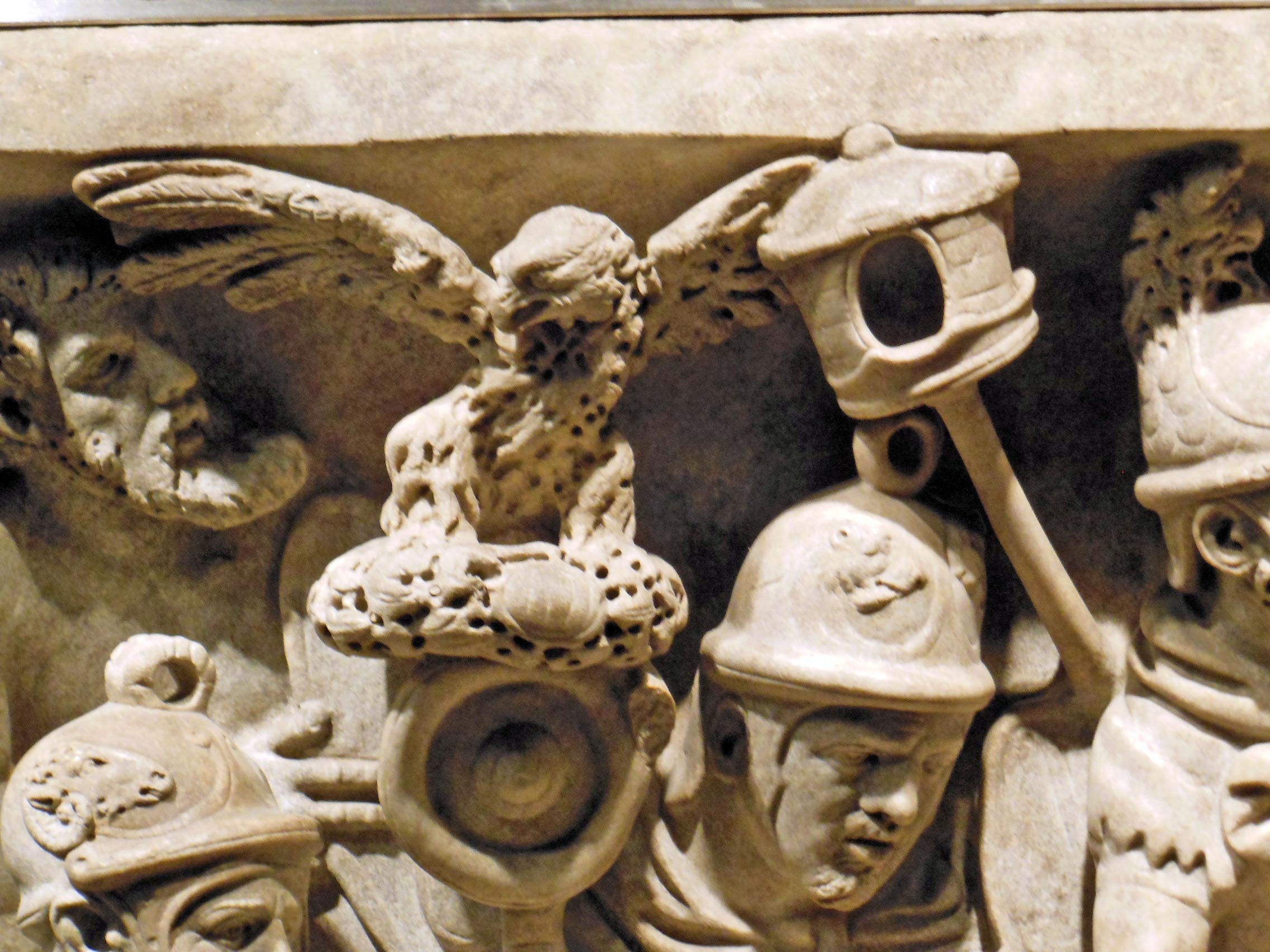
Particolare con insegna romana che riporta il numero romano "IIII" simbolo della legio IV Flavia Felix, di stanza in Moesia Superior (Singidunum).